# Willy Kuijpers
Willy H.G.J.M. Kuijpers (ur. 1 stycznia 1937 w Leuven, zm. 17 listopada 2020) – belgijski polityk, samorządowiec i nauczyciel, parlamentarzysta krajowy, burmistrz Herent, poseł do Parlamentu Europejskiego II kadencji.

## Życiorys
Pracował zawodowo jako nauczyciel. Należał do założycieli wydawnictwa „De Nederlanden” i czasopisma „Nieuw Vlaanderen”. Zaangażowany w poparcie grup etnicznych nieposiadających własnego państwa, m.in. Basków, Erytrejczyków i Kurdów. W czasie rządów Francisco Franco za dystrybucję probaskijskich pamfletów w katedrze w Guernice został wyrzucony z Hiszpanii.
Działał w katolickiej organizacji młodzieżowej Chiro i ruchach nacjonalistycznych. Zaangażował się w politykę w ramach Unii Ludowej (w tym od 1989 do 1992 jako jej sekretarz generalny), a później Nowego Sojuszu Flamandzkiego. Od 1970 do 2016 reprezentował te partie w radzie miejskiej Herent, od 1983 do 1988 zasiadając w jego egzekutywie (jako schepen). W latach 1971–1984 zasiadał w krajowej Izbie Reprezentantów i z urzędu w radzie kulturowej Wspólnoty Flamandzkiej (w 1980 przekształconej w parlament). W 1984 wybrany do Parlamentu Europejskiego z listy VU. Przystąpił do Grupy Tęcza, należał do Komisji ds. Rozwoju i Współpracy. W 1989 nie uzyskał reelekcji, wybrano go natomiast do Senatu. W latach 1991–1995 dokooptowany w skład Senatu, jednocześnie od 1989 do 1997 ponownie w składzie parlamentu Wspólnoty Flamandzkiej. W latach 1995–2012 pozostawał burmistrzem Herent.